# Everblack
Everblack is het tweede studioalbum van de Deense melodieuze deathmetalband Mercenary. Dit is het eerste album met Mikkel en Morten Sandager, respectievelijk op zang en keyboards. Mercenary bleef zijn deathmetal-roots trouw op dit album, maar experimenteerde ook met thrashmetal en cleane zang.

## Tracklist
1. Intro – 0:32
2. Everblack – 4:50
3. Seize the Night – 6:39
4. Screaming from the Heavens – 6:55
5. Dead.com – 5:42
6. Darkspeed – 4:50
7. Bloodrush – 6:30
8. A Darker Shade of Black – 5:02
9. Bulletblues – 2:48
10. Rescue Me – 5:05
11. Alliance - 4:02
12. Nothing's What It Seems (Outro) - 7:05